# Anisophyllea corneri
Anisophyllea corneri là một loài thực vật]] thuộc họ Anisophylleaceae. Loài này có ở Brunei, Indonesia, và Malaysia.